# Haukijärvi (sjö i Finland, Satakunta)
Haukijärvi är en sjö i Finland. Den ligger i Norrmark i kommunen Björneborg i landskapet Satakunta, i den sydvästra delen av landet, 220 km nordväst om huvudstaden Helsingfors. Haukijärvi ligger 38,9 meter över havet. I omgivningarna runt Haukijärvi växer i huvudsak blandskog. Arean är 44,8 hektar och strandlinjen är 7,5 kilometer lång. Sjön  ingår i Kumo älvs huvudavrinningsområde. 